# All My Love To You
《All My Love To You》是日本嘻哈舞蹈歌唱團體DA PUMP的第16張單曲。2001年11月7日由avex tune發行。

## 概要
《All My Love To You》是DA PUMP自從上一張單曲《Steppin' and Shakin'》以來，相隔4個月發行的最新單曲。

## 收錄歌曲
所有歌曲由富樫明生作曲。
1. All My Love To You (4:11)
作詞：m.c.A·T（日语：m.c.A・T），編曲：富樫明生、村田陽一（日语：村田陽一）
2. Dragon Screamer (3:58）
作詞：m.c.A·T、YUKINARI，編曲：富樫明生
3. Fireballkidz (3:29)
作詞：m.c.A·T，編曲：富樫明生
4. All My Love To You (original karaoke) (4:11)
5. Dragon Screamer (original karaoke) (3:58)
6. Fireballkidz (original karaoke) (3:29)

## 收錄專輯

### All My Love To You
- 原創專輯『THE NEXT EXIT（日语：THE NEXT EXIT）』（2002年2月20日）
- 原創專輯（2004年12月1日）
- 最佳專輯『Da Best of Da Pump 2 +4』（2006年3月8日）

### Dragon Screamer
- 原創專輯『THE NEXT EXIT』（2002年2月20日）
- 獨立專輯『SINGLE HITS COLLECTION Best Of avex anime』（2003年12月17日）

## 商業主打
- All My Love To You：日本電視台週三連續劇「Let's GO！永田町（日语：レッツ・ゴー!永田町）」主題曲／苗場滑雪場（日语：苗場スキー場）廣告歌曲
- Dragon Screamer：東京電視台電視動畫《足球小將翼 (平成版)》第1季－第3季（第1話－第35話）片頭主題曲
- Fireballkidz：朋友株式會社「Beauteen」廣告歌曲